# Nakanea vicaria
Nakanea vicaria är en skalbaggsart som först beskrevs av Bates 1884.  Nakanea vicaria ingår i släktet Nakanea och familjen långhorningar. Inga underarter finns listade i Catalogue of Life.